# Tanganyika (provins)
Tanganyika   er en af de 26 Provinser i Demokratiske Republik Congo. Provinserne  Tanganyika, Haut-Katanga, Haut-Lomami og Lualaba er resultatet af opdelingen af den tidligere provins Katanga.
Tanganyika blev dannet fra Tanganyika-distriktet, hvis by Kalemie blev  hovedstad i den nye provins.
Den nye provins' territorium svarer til den historiske Nord-Katanga-provins, der eksisterede i den tidlige periode af tiden efter  Congos uafhængighed, mellem 1962 og 1966.

## Historie
Tanganyika-provinsen var skueplads for et oprør fra Luba-Katanga-folket mod den uafhængige stat Katanga. I 1961 blev den generobret af Katanga-staten, for kun at blive taget tilbage af Kinshasa-regeringen senere samme år. Fra 11. juli 1962 til 28. december 1966 var  området kendt som provinsen Nord-Katanga, men administrationen af provinsen blev overtaget  af centralregeringen i 1966. Det blev endelig fusioneret ind i den genoprettede Katanga-provinsen af Mobutu-regeringen, hvor den blev administreret som Tanganyika-distriktet. I 2015 blev Tanganyika genoprettet til fuld provinsstatus.
I juli 2006, under Anden Congokrig, blev Katanga-provinsen delt ved kampe mellem Rally for Congolesisk Demokrati – Goma (RCD-G) fraktionen, støttet af Rwanda, og den tidligere regeringsfraktion, støttet af lokale Mai Mai-tropper. RCD-G og nogle Mai Mai-militser er blevet indlemmet i den congolesiske hær, mange Mai Mai-elementer forblev uden for regeringens kontrol. Ifølge FN-styrker (MONUC) i Kalemie var anslået 5.000–6.000 Mai Mai-militssoldater stadig aktive i Tanganyika-regionen og har højborge omkring Nyunzu-Kabalo-Kongolo og den såkaldte "dødstrekant" i Manono-Mitwaba-Pweto. MONUC embedsmænd sagde på det tidspunkt, at størstedelen af disse Mai Mai-folk danner små, ustrukturerede enheder uden militær struktur, og stort set har udviklet sig til almindelige banditter.

## Administration
Hovedstaden i Tanganyika er byen Kalemie.
Provinsen er inddelt i fem territorier, der er:
- Kabalo
- Kalemie, hovedstaden: Kalemie
- Kongolo
- Manono
- Moba
- Nyunzu